# Vigilancia con amor
Vigilancia con amor, titulado To Surveil, With Love en la versión original, es el vigésimo episodio de la vigesimoprimera temporada de la serie animada Los Simpson, emitido originalmente en Estados Unidos el 2 de mayo de 2010 y en Hispanoamérica el 12 de septiembre de 2010 por FOX.

## Sinopsis
Todo comienza con Lisa y los demás interpretando la canción de Kesha Tik Tok.
Homer, Barney, Carl y Lenny están en la Taberna de Moe aburridos hasta que Duff Man llega y les da a todos accesorios de béisbol, cubretarros, camisetas que dicen YO, cojines para los asientos de sus autos y memorias USB flash. Homer le enseña todo a Bart, pero a él no le importa.
Mientras, en la escuela, Lisa compite en un programa de debates, siendo humillada por una chica fresa con cabello castaño llamada Megan.
Cuando el señor Burns se entera de que la central nuclear de Springfield se ha quedado sin espacio para almacenar los residuos de plutonio, ordena a Smithers esconder algunos de los materiales radiactivos en la bolsa de deporte de Homer. Más tarde ese día, Homer se olvida de la bolsa en una estación de tren y el caos se produce cuando la policía ve a la bolsa como una amenaza y la hacen explotar. A raíz del suceso, la policía de la ciudad suspende las libertades civiles. 
Al oír la necesidad de la ciudad por una vigilancia estricta, un contratista inglés les muestra un video de como su ciudad "mejoró" gracias a las cámaras ocultas; en menos de unos días decenas de cámaras son instaladas en toda la ciudad dejando al jefe Wiggum a cargo de ellas.
Pero al darse cuenta el jefe Wiggum que no podría vigilar él solo a toda la ciudad, contrata a ciudadanos para que lo hagan. Flanders ve a Jimbo y una adolescente llamada Shauna besándose con lengua. El contratista señala que usen sus bocinas megasónicas, señalando a un micrófono. El contratista insulta a los enamorados y Shauna rompe con Jimbo. Después de ver el proceso de señalamiento ilegal, Marge ve que Maggie estaba viendo la cámara de un bar gay, creyendo ella que era Barrio Sésamo. Marge se lleva a Maggie, dejando solo a Flanders. En la noche, Lisa se tiñe el pelo de rubio a castaño. Al día siguiente, en el bar de Moe, Homer y sus amigos hacen apuestas del clima. Pero son delatados por Flanders. Homer se va y su "apuesta de fuerte granizada" le afecta a él mismo.
Flanders hace un buen trabajo, señalando a la gente cuando hacían algo ilegal. Sin embargo, a los habitantes de Springfield les molesta ser vigilados, y Bart, experimentando con su trasero, descubre un punto ciego de las cámaras en su patio trasero. Entonces, todos deciden ir allí para realizar cosas ilegales. Pero Marge accidentalmente delata a los conciudadanos y Flanders le pide a su hijo Rod que vea por el espejo para verlos a todos. Y Flanders ve que Dolph, Jimbo y Kearney están haciendo que Todd trague ratas.
En esos instantes, Lisa participaba en otro debate, siendo humillada en frente de todos por no ser ella misma y por sus malísimas y falsas predicciones de sus discriminaciones racistas sobre las mujeres de cabello rubio. Pronto, Flanders descubre a todos haciendo cosas ilegales, pero Homer le hace darse cuenta de que, al vigilarlos, estaba tratando de ser Dios, lo que es el peor pecado. Por ello, los dos deciden destruir todas las cámaras.
No obstante, el contratista inglés que instaló las cámaras se resigna a ver como sus monitores son apagados, mientras que le dice a la Reina que ya no va a poder ver un reality show de una ciudad, dando el término de este mismo también y al final aparece su guardia con un gato diciendo que su pelaje huele mal